# Теорема Бера про категорії
Категорія Бера — один із способів розрізняти «великі» і «малі» множини. Підмножина топологічного простору може бути першої або другої категорії Бера. Названа на честь французького математика Рене-Луї Бера.

## Означення
- Топологічні простори, що допускають зліченне покриття ніде не щільними підмножинами, належать до просторів першої категорії Бера; простори, що не допускають такого покриття — до просторів другої категорії Бера.
- Підмножина топологічного простору {\displaystyle X}, яка є об'єднанням зліченної кількості ніде не щільних в {\displaystyle X} множин, називається множиною першої категорії Бера в просторі {\displaystyle X}.
- Множина, яке не є таким об'єднанням підмножин, називається множиною другої категорії Бера в просторі {\displaystyle X}.
- Топологічний простір, в якому будь-яка множина першої категорії не містить внутрішніх точок, називається простором Бера.

## Властивості
Простори другої категорії Бера мають багато «хороших» властивостей, зокрема:
1. Якщо простір другої категорії Бера є покритим зліченною кількістю замкнутих множин, то хоча б одна з них має внутрішню точку (теорема існування внутрішньої точки).
2. У просторі другої категорії Бера будь-яка зліченна кількість відкритих усюди щільних множин має непорожній перетин (теорема існування спільної точки).

Якщо все-таки простір відноситься до першої категорії Бера, з цього можна отримати лише результати негативного характеру — наприклад, будь-яка метрика на цьому просторі, сумісна з топологією, є неповною, а замикання будь-якої (непорожньої) відкритої підмножини не є компактною множиною. З цієї причини, наприклад, простір многочленів є неповним у будь-який метриці, в якій він є топологічним векторним простором (зліченновимірний векторний простір у будь-якій векторній топології має першу категорію Бера).
Застосування категорій Бера до підмножини заданого топологічного простору має сенс, якщо цей простір належить до другої категорії Бера (в іншому випадку всі підмножини будуть першої категорії в даному просторі). 
Поняття категорії нагадує поняття міри, однак на відміну від міри, категорія підмножини залежить тільки від топології простору.
Це робить зручним її застосування в просторах де немає простого і природного поняття міри.
Наприклад, використовуючи категорію, можна надати точний сенс таким поняттям, як «майже всі компактні опуклі підмножини евклідового простору».

## Теорема Бера

### Твердження теореми
Повні метричні простори і локально компактні гаусдорфові простори належать до просторів другої категорії Бера.

### Доведення
Припустимо, що {\displaystyle X=\bigcup _{k=1}^{\infty }G_{k}} і кожна множина {\displaystyle G_{k}\;(k=1,\;2,\;\ldots )} є ніде не щільною в X. Нехай {\displaystyle B_{0}} — деяка замкнена куля радіуса 1. Оскільки множина {\displaystyle G_{1}} є ніде не щільною, існує замкнена куля {\displaystyle B_{1}}, радіус якої є меншим 1/2, така що {\displaystyle B_{1}\subset B_{0}} і {\displaystyle G_{1}\cap B_{1}=\emptyset .}
Оскільки множина {\displaystyle G_{2}} є ніде не щільною, існує замкнена куля {\displaystyle B_{2}}, радіус якої є меншим {\displaystyle {1 \over 2^{2}},} така що {\displaystyle B_{2}\subset B_{1}} і {\displaystyle G_{2}\cap B_{2}=\emptyset .}
Продовжуючи цей процес, ми отримаємо послідовність вкладених одна в одну замкнених куль {\displaystyle B_{k}}, радіуси яких прямують до нуля. За принципом вкладених куль існує точка {\displaystyle x\in \bigcap _{k=1}^{\infty }B_{k}\cap X.} Оскільки за побудовою {\displaystyle G_{k}\cap B_{k}=\emptyset ,} то {\displaystyle x\not \in G_{k},\ \forall k\in \mathbb {N} .} Як наслідок {\displaystyle x\not \in \bigcup _{k=1}^{\infty }G_{k},} що суперечить припущенню, що {\displaystyle X=\bigcup _{k=1}^{\infty }G_{k}.}
У випадку локально компактного гаусдорфового простору індуктивно будується послідовність відкритих множин {\displaystyle B_{k}} така, що для кожного {\displaystyle k} {\displaystyle {\bar {B}}_{k+1}\subset B_{k}\cap G_{k}} і замикання множини {\displaystyle B_{k}} є компактним. Тоді послідовність множин {\displaystyle {\bar {B}}_{k}} утворює систему вкладених замкнутих підмножин в компактному гаусдорфовому просторі {\displaystyle {\bar {B}}_{1}} і тому має непорожній перетин згідно властивості скінченного перетину.

### Приклад застосування
Як застосування категорій Бера, можна показати, що множина ірраціональних точок {\displaystyle \mathbb {R} \setminus \mathbb {Q} } не може бути множиною всіх точок розриву деякої функції на дійсній прямій. Множина всіх точок розриву будь-якої функції {\displaystyle f} на {\displaystyle \mathbb {R} } є зліченним об'єднанням замкнутих множин {\displaystyle E_{n}}, що складаються з тих точок, в яких коливання функції {\displaystyle f} є не меншим, ніж {\displaystyle 1/n}. Якби шукана функція існувала, множини {\displaystyle E_{n}} були б ніде не щільними, оскільки їх об'єднання не має внутрішніх точок. З цього випливало б, що множина {\displaystyle \mathbb {R} \setminus \mathbb {Q} } є множиною першої категорії в {\displaystyle \mathbb {R} } і з того, що її доповнення теж є множиною першої категорії, то і весь простір {\displaystyle \mathbb {R} } був би простором першої категорії, що суперечить його повноті.